# Axel Schmidt (Musiker)
Axel Schmidt (* 19. August 1940 in Zwickau; † 9. Dezember 2024 in Leipzig) war ein deutscher Englischhornist und Oboist.

## Leben
Schmidt lernte das Oboespielen bei Alfred Gleißberg, dem Solo-Oboisten des Gewandhausorchesters Leipzig und bei Peter Fischer an der Leipziger Musikhochschule.
Von 1962 bis 1964 wirkte er beim Schweriner Sinfonieorchester. 1964 wurde er dann Solo-Englischhornist beim Rundfunk-Sinfonieorchester Leipzig unter Herbert Kegel. Er war Interpret Alter Musik im Pro Arte Antiqua Lipsienis, Telemann-Ensemble und der Capella Fidicinia unter dem Musikwissenschaftler Hans Grüß. 1970 wurde er Mitglied der Gruppe Neue Musik Hanns Eisler und des Leipziger Consorts, welche sich der Neuen Musik widmeten. 1992 gründete er das Trio PianOvo.
Er unterrichtete Englischhorn und seit 1976 Oboe; 1993 wurde er Professor an der Hochschule für Musik Franz Liszt Weimar. Hier fungierte er als Dekan und Prorektor. Zu seinen Schülern gehören Michael Goldammer, Walter Klingner, Sebastian Röthig und Gunter Sieberth. Außerdem war er Gastdozent in den Niederlanden, Polen, Tschechien, Finnland und  Großbritannien.
Axel Schmidt wohnte im Leipziger Ortsteil Mölkau.

## Diskographie
- 1986: Luca Lombardi: Einklang für Oboe und sieben Instrumente (Deutsche Schallplatten)
- 1996: Neue Musik für Oboe (Edel Classics)
- 2002: Musik in Deutschland 1950–2000 (Red Seal)